# 보병학교 (미국 해병대)
보병학교'(School of Infantry (SOI))는 기초군사훈련를 마친 미국 해병대 신입 대원들을 위한 기초군사훈련 과정의 두번째 단계이다.

## 개요
보병 특기를 부여받은 신입 해병대 대원은 대서양과 마주한 미국 동해안의 패리스섬 해병대 모집창(MCRD Parris Island)을 졸업했다면 캠프 게이거에 있는 동부 보병학교 (SOI-E)로, 태평양과 마주한 미국 서해안 샌디에이고 해병대 모집창(MCRD San Diego)에서 훈련받았다면 서부 보병학교 (SOI-W)로 각각 보내어진다.
�

## 역사
1953년 전까지는 공식적인 보병훈련이 재정되어 있지 않아 모든 해병대원들은 모집 훈련에서 전투훈련을 받았다. 1954년과 1966년 사이에 캠프 르쥔과 캠프 펜들턴에 훈련연대를 창설하였다.
1996년, 제2해병사단은 사단 학교를 폐쇄하고 역할과 기능을 같은 시기에 새로이 창설된 보병학교 고급보병훈련중대로 넘겨주었다.
1997년까지는 남성 해병대원만이 보병학교에서 훈련받고, 여성 해병대원은 각 특기별 학교로 보내어졌다.

## 구조
- 본부 및 지원대대
- 보병훈련대대 (ITB)
  - A 중대
  - B 중대
  - C 중대
  - D 중대
  - 본부 및 교관중대
- 고급보병훈련대대 (AITB)
  - 하와이 분견대 (서부보병학교)
  - 보병부대지도자훈련중대
  - 경기갑수색훈련중대
    - 경기갑 수색 해병 과정 (LARMC)
    - 경기갑 수색 지도자 과정 (LARLC)
    - 경기갑 수색 차량 지도자 과정 (LARVC)
    - 경기갑수색 사수장 과정 (LARMG, Master Gunner)

  - 수색훈련중대
    - 수색 지도자 과정 (LARLC)
- 해병전투훈련대대
- 전투교관학교
- 동원훈련대대 (서부보병학교)

## 계보

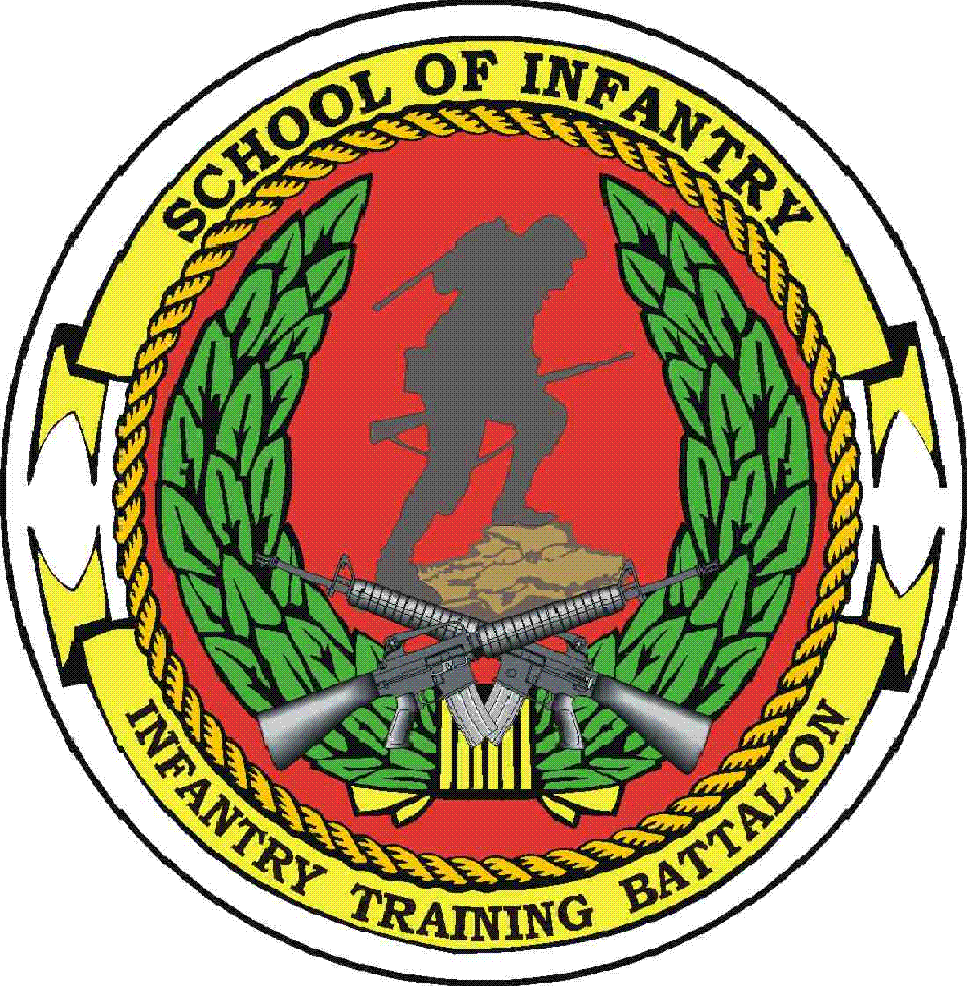
보병훈련대대

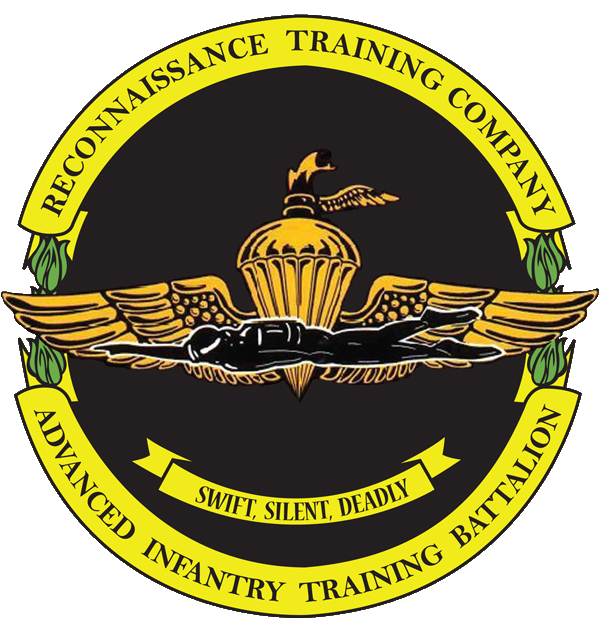
서부 보병부대의 수색훈련중대

- 1953년, Infantry Training Regiment (ITR)→보병훈련연대
- 1980년대, School of Infantry (SOI)→보병학교

## 같이 보기
- 강습상륙학교
- 해병대 전투근무지원학교
- 해병대 통신전자학교
- 해병대 공병학교
- 해병대 정보학교
- 사관후보학교
- 사관기초학교 (TBS)